# 양산화물역
양산화물역(Yangsanhwamul station, 梁山貨物驛)은 경상남도 양산시 물금읍에 위치한 철도역이다. 영남권 내륙화물기지 건설에 따라 화물 수송을 위해 건설된 역으로, 화물열차만 운행한다.

## 역세권 정보
- 양산화물터미널
- 물금 나들목

## 역사
- 2006년 5월 10일 : 영업 개시

## 사진

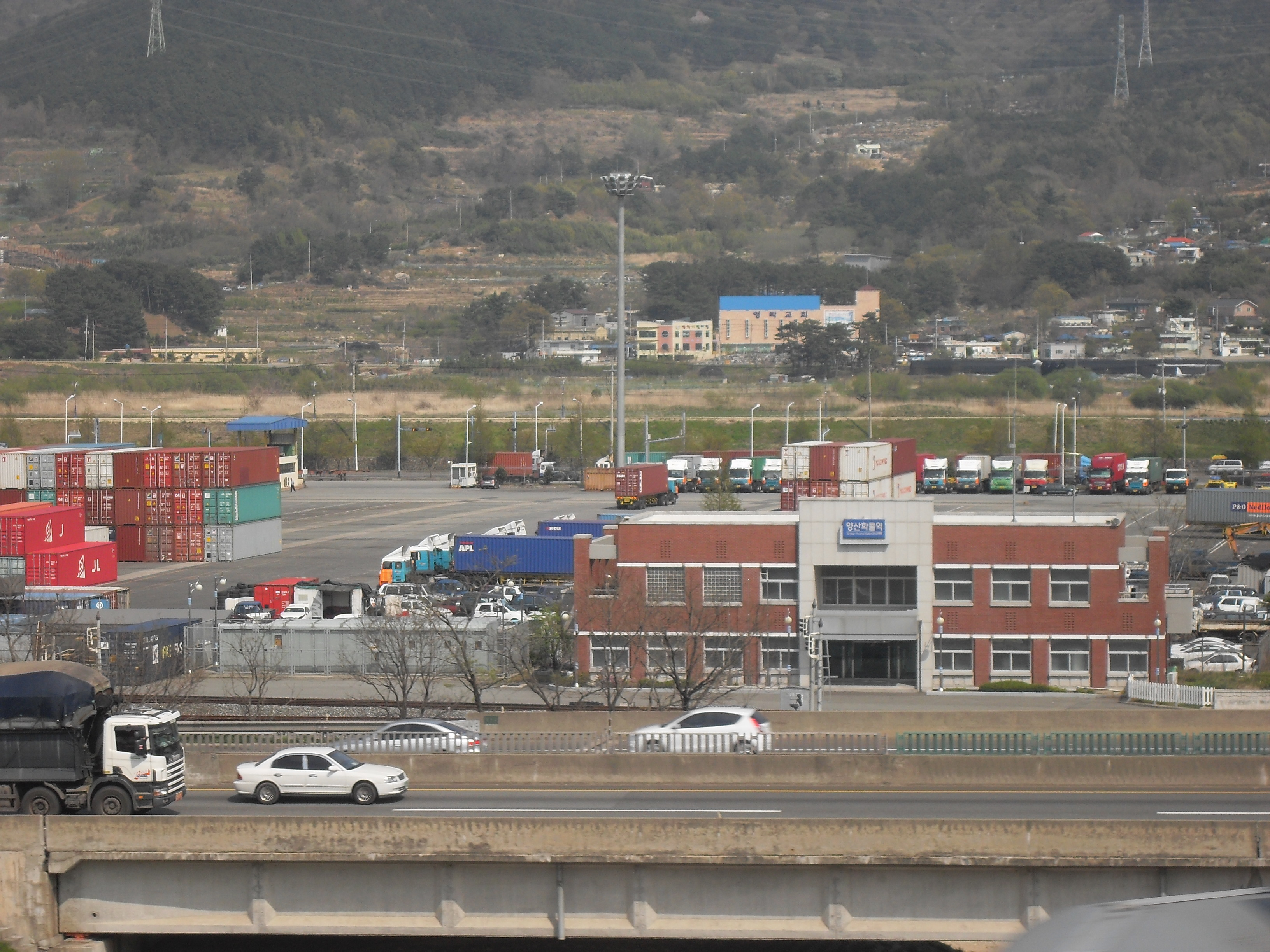
역사
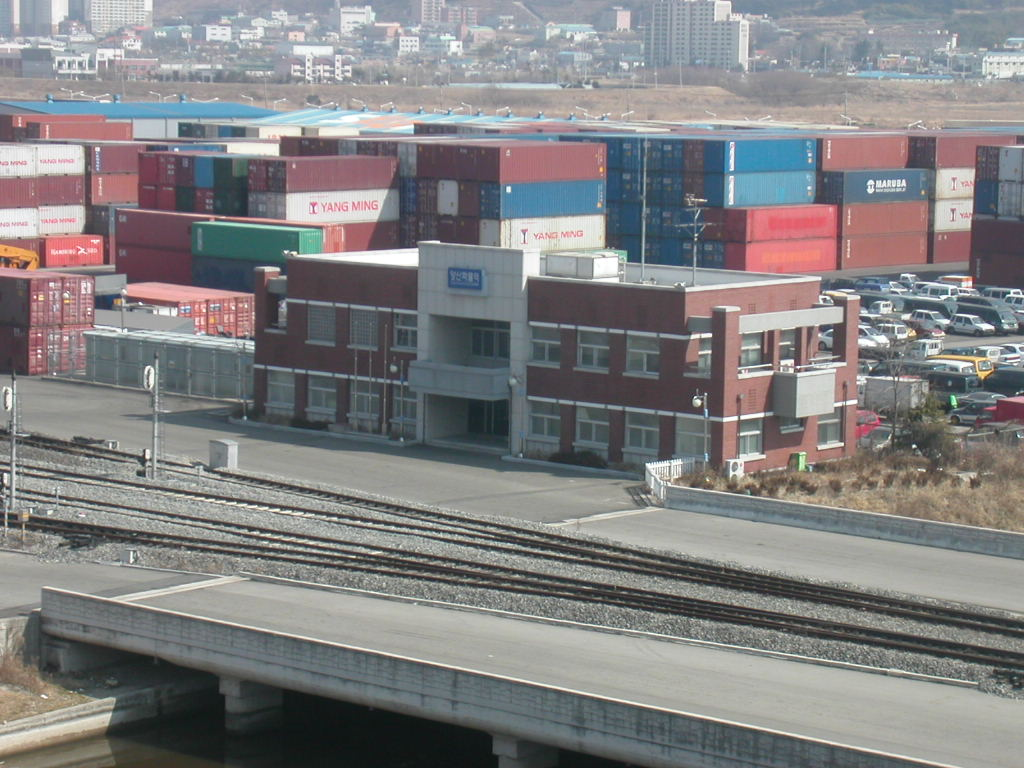
역사